# 6552 Higginson
6552 Higginson este un asteroid din centura principală, descoperit pe 5 aprilie 1989, de Eleanor Helin.